# Paul Hardcastle
Paul Hardcastle, född 10 december 1957 i London, England, är en brittisk musiker och kompositör.

## Biografi
Hardcastle fick i maj 1985 en megahit med låten 19, vilken innehåller samplade nyhetsrapporter om posttraumatiskt stressyndrom hos före detta soldater i Vietnamkriget. Titeln syftar på den genomsnittliga åldern hos de soldater som stred.
Hardcastle komponerade filmmusiken till Spiceworld (1997), filmen om tjejerna i Spice Girls.

## Diskografi

### Album
- 1984 – Daybreak
- 1985 – Zero One
- 1985 – Paul Hardcastle (innehåller singeln 19)
- 1988 – No Winners
- 1990 – Sound Syndicate
- 1992 – Kiss the Sky
- 1993 – The Definitive (samlingsalbum)
- 1997 – First Light
- 2003 – The Very Best of Paul Hardcastle 1983–2003 (samlingsalbum)

### Singlar
- 1984 – "You're the One for Me - Daybreak - A.M."
- 1984 – "Guilty"
- 1984 – "Rainforest"
- 1984 – "Eat Your Heart Out"
- 1985 – "19"
- 1985 – "Rainforest (re-issue)"
- 1985 – "Just For Money"
- 1986 – "Don't Waste My Time"
- 1986 – "Foolin' Yourself"
- 1986 – "The Wizard"
- 1988 – "Walk In The Night"
- 1988 – "40 Years"